# الیزابت دلگادو
الیزابت دلگادو (انگلیسی: Elisabet Delgado؛ متولد ۱۰ ژوئن ۱۹۷۵) یک تکواندو کار اسپانیایی است.
وی در مسابقات قهرمانی تکواندو جهان در سال ۱۹۹۱ در آتن موفق به کسب مدال طلای سبک‌وزن شد. در مسابقات قهرمانی تکواندو جهان ۱۹۹۳ در شهر نیویورک یک مدال نقره در خروس‌وزن (سبک‌وزن) بدست آورد و در مسابقات قهرمانی تکواندو ۱۹۹۷ در هنگ کنگ برنده مدال برنز شد.